# Billung

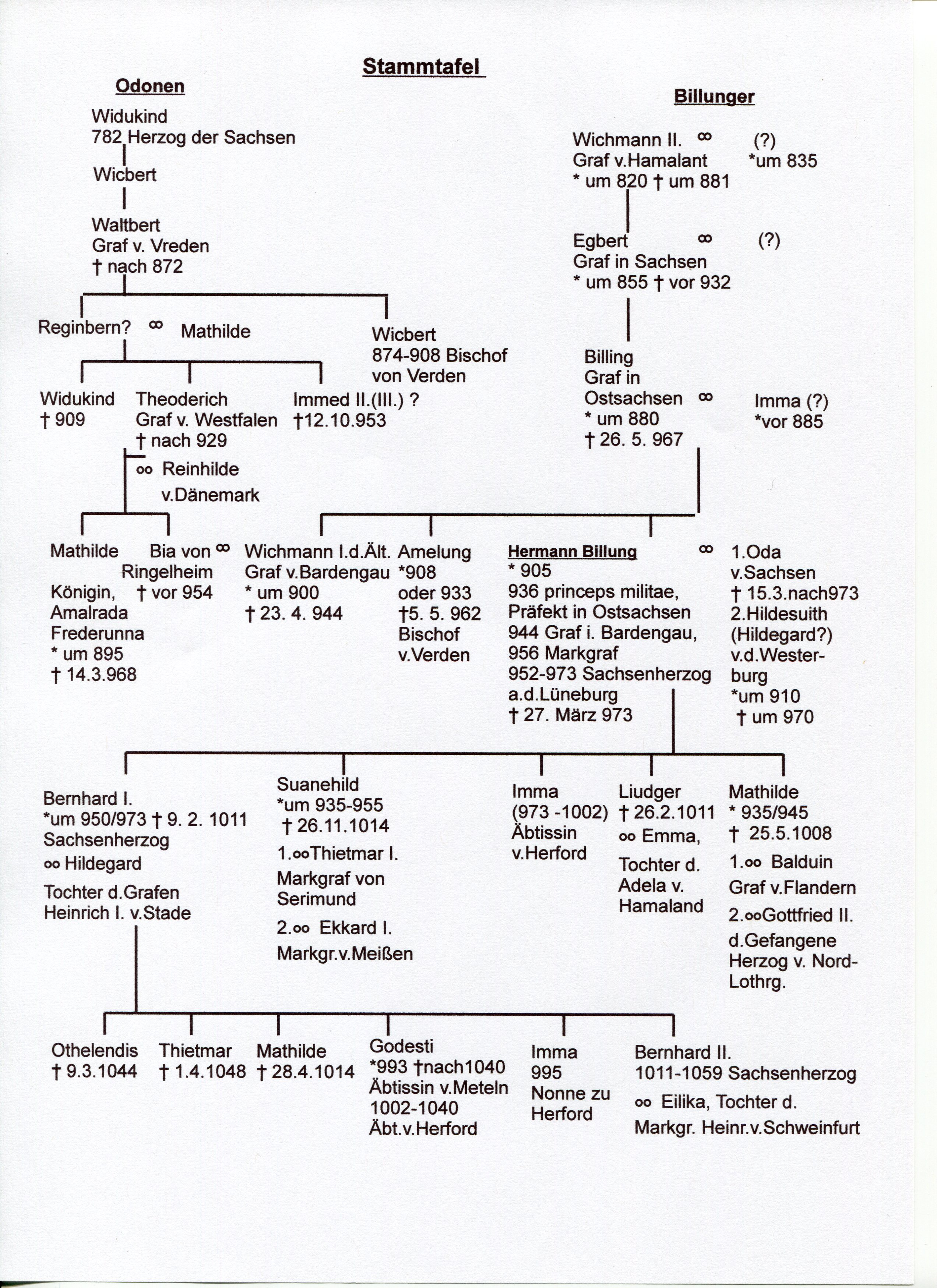
Teil der Stammtafel der Billunger und der Odonen (8. bis 11. Jahrhundert)

Billung (oder Billing) (* um 880; † 26. Mai) ist der legendäre Stammvater des sächsischen Adelsgeschlechtes der Billunger. Zum 26. Mai findet sich im Nekrolog der Kirche St. Michael in Lüneburg der Gedenkeintrag für einen an diesem Tag verstorbenen Grafen Billing. Weitere Nachrichten über ihn sind nicht überliefert. Erstmals in der zwischen 1229 und 1233 entstandenen Hauschronik des Klosters St. Michael in Lüneburg heißt es dann, ein Graf Billing sei der Vater Hermann Billungs gewesen. Der angebliche Stammvater der Billunger ist nicht zu verwechseln mit dem in der Zeit von 937–966 bezeugten sächsischen Grafen Billing.